# Gigi Martin

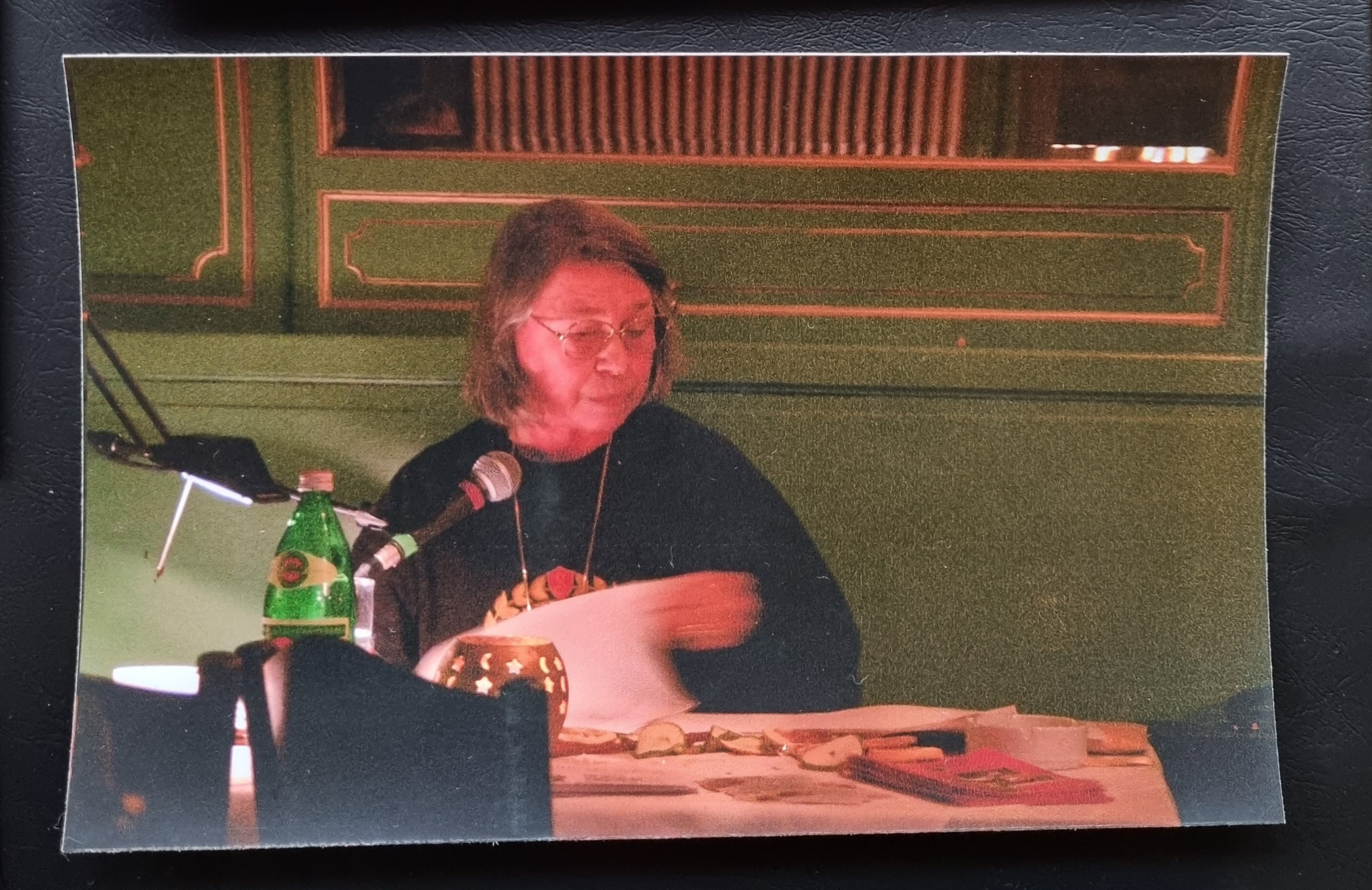
Gigi Martin aufgenommen bei einer Lesung im Erotic Art Museum 2010 in Hamburg

Gigi Martin (geboren 29. September 1935 in München, gestorben am 8. Januar 2024) ist eine deutsche Schriftstellerin und Journalistin, die vor allem mit erotischen Romanen und Erzählungen bekannt wurde.

## Leben
Gigi Martin wuchs in Hamburg auf. Sie erhielt eine Tanzausbildung und nahm Schauspielunterricht bei Ida Ehre. 1953 debütierte sie als Schauspielerin am Hamburger theater 53, einem kleinen Privattheater, das auf Inszenierungen zeitgenössischer Autoren spezialisiert war. In der Folge spielte sie auch kleine Filmrollen (z. B. in Junger Mann, der alles kann, 1957, mit Georg Thomalla in der Hauptrolle) und arbeitete als Mannequin und Fotomodell. In späteren Jahren war sie als Journalistin in Frankreich und als Texterin für Werbeagenturen tätig.
Martin gehörte zu den ersten Autorinnen, die in Deutschland nach dem Zweiten Weltkrieg an die Tradition des lesbischen Liebesromans anknüpften. Bereits ihr erster Roman Geh vorbei, wenn du kannst ... (1960) schildert die Liebe eines siebzehnjährigen Mädchens zu ihrer Freundin. Das Werk, zu dem der prominente Literaturkritiker Willy Haas ein Vorwort schrieb, erregte großes Aufsehen, wurde mehrfach aufgelegt und ins Niederländische übersetzt.
Ihre Beerdigung fand am 9. Februar 2024 um 11 Uhr auf dem Ohlsdorfer Friedhof statt.

## Werke
- Geh vorbei, wenn du kannst ..., Stuttgart 1960, niederländische Ausgabe: Loop door en kijk niet om ..., Assen 1961
- Verliebt in Positano, Hamburg 1960
- Das Mädchen von nebenan, Preetz/Holstein 1961
- Liebe gläsernen Früchten gleich, Frankfurt/Main 1983
- Die Herrin, Berlin 1988
- Rendezvous, München 1989
- Das Paradies hinter unserer Tür, Norderstedt 2005, ISBN 3-8334-4130-5
- Mauern aus Schleiern der Einsamkeit, Berlin 2010